# Луїс Майдана
Луїс Майдана (ісп. Luis Maidana, нар. 22 лютого 1934, Пан-де-Ацкар) — уругвайський футболіст, що грав на позиції воротаря. Виступав, зокрема, за клуб «Пеньяроль», а також національну збірну Уругваю.
Дворазовий володар Кубка Лібертадорес. Володар Міжконтинентального кубка. 

## Клубна кар'єра
Народився 22 лютого 1934 року в місті Пан-де-Асукар. З 1951 року навчався у футбольній школі клубу «Пеньяроль», а вже починаючи з наступного року тренувався разом з першою командою «Орінегрос». У 1954 році переведений до головної команди «Пеньяроля», коли команда змогла захистити чемпіонський трофей, здобутий роком раніше. Наступного чемпіонства столичному клубу довелося чекати чотири роки. Після перемоги в Прімера Дивізіоні 1958 року для «Пеньяроля» розпочалося десятиліття панування в південноамериканському футболі. З 1958 по 1962 рік Майдана допоміг команді 5 разів виграти національний чемпіонат. У 1960 році «Пеньяроль» вперше в історії виграв Кубок Лібертадорес. Вигравши вище вказаний турнірі та захистивши його наступного року, клуб з Монтевідео взяв участь у Міжконтинентальному кубку 1960 та 1961 років. У першому з вище вказаних розіграшів уругвайці поступилися мадридському «Реалу». А наступного року, після перемоги у матчі-відповіді проти лісабонської «Бенфіки», виграли трофей. Після цього Луїс допоміг виграти ще двічі чемпіонат Уругваю.

## Виступи за збірну
Завдяки вдалим виступам у «Пеньяролі» привернув до себе увагу тренерського штабу збірної Уругваю. 2 травня 1959 року дебютував у воротах національної збірної Уругваю. У складі збірної був учасником чемпіонату світу 1962 року у Чилі. На турнірі не зіграв жодного матчу, задовольнившись лише грою в кваліфікації проти Болівії. Востаннє футболку «Селесте» одягав 8 червня 1969 року.
Загалом протягом кар'єри у національній команді, яка тривала 11 років, провів у її формі 10 матчів, в яких пропустив 17 м'ячів.

## Досягнення
«Пеньяроль»
- Прімера Дивізіон Уругваю
  -  Чемпіон (5): 1958, 1959, 1960, 1961, 1962.

- Кубок Лібертадорес
  -  Володар (2): 1960, 1961
  -  Фіналіст (2): 1962, 1965

- Міжконтинентальний кубок
  -  Володар (1): 1961
  -  Фіналіст (1): 1960